# Prefectura autónoma buyei y miao de Qianxinan
Qianxinan (en chino, 黔西南; pinyin, Qiánxī'nán) es una prefectura autónoma de la República Popular China perteneciente a la provincia de Guizhou, situada aproximadamente a 200 kilómetros de la capital provincial. Limita al norte con Liupanshui, al sur con Wenshan, al oeste con Qujing y al este con la prefectura autónoma buyei y miao de Qiannan. Su área es de 16 806 km² de la cual el 92% es montaña su población total para 2020 superó los 3 millones de habitantes.
La temperatura media de la ciudad es de 17 °C, con una precipitación anual de 1250mm.

## Toponimia
Qianxinan indica donde está ubicada la prefectura con respecto a la provincia Guizhou donde yace. Su nombre se forma de Qian (abreviación de la Provincia Guizhou) , Xi (西 occidente) y Nan (南 sur), "sur occidente de Qian (Guizhou)".
Como las otras regiones autónomas, se caracteriza por estar asociada a un grupo étnico minoritario, en este caso, los buyei y los miao. La región recibió la condición de "autónomo" cuando se estableció la "Prefectura autónoma buyei y miao de Qianxinan" en septiembre de 1981.

## Administración
La prefectura autónoma de Qianxinan administra 1 ciudad municipal y 7 condados.
- Ciudad Xingyi (兴义市);
- Condado Wangmo (望谟县);
- Condado Xingren (兴仁县);
- Condado Pu'an (普安县);
- Condado Ceheng (册亨县);
- Condado Qinglong (晴隆县);
- Condado Zhenfeng (贞丰);
- Condado Anlong (安龙县);